# Миха Балох
Миха Балох (Јесенице, 21. мај 1928 — Љубљана, 6. децембар 2022) био је југословенски и словеначки филмски и позоришни глумац.

## Биографија
Почео је да учествује у локалним позоришним продукцијама после Другог светског рата и на крају се уписао на АГРФТ у Љубљани, где је дипломирао 1952. године. Године 1953. започео је сарадњу са Сталним словеначким гледалиштем у Трсту. Тамо је сарађивао са редитељем Јожем Бабичем, који му је понудио и прву велику филмску улогу. Од 1967. радио је и на међународним продукцијама на пројектима као што су аустријска ТВ хумористичка серија Лени, немачки филмови о Винетуу и француско-немачка серија о Омер-паши. Наставио је да ради у позоришту током целе каријере.
Освојио је награду Златна арена на филмском фестивалу у Пули 1961. за улогу курира Алеша у филму Веселица и био је друга особа која је добила Бертову награду за животно дело у филмској глуми (2014).
Умро је 6. децембра 2022. у Љубљани.

## Филмографија
Дугометражни филм | ТВ филм | ТВ серија | ТВ мини серија
|                   | 1950 | 1960 | 1970 | 1980 | 1990 | Укупно |
| ----------------- | ---- | ---- | ---- | ---- | ---- | ------ |
| Дугометражни филм | 2    | 22   | 8    | 2    | 1    | 35     |
| ТВ филм           | 0    | 1    | 2    | 0    | 0    | 3      |
| ТВ серија         | 0    | 1    | 4    | 0    | 0    | 5      |
| ТВ мини серија    | 0    | 0    | 2    | 0    | 0    | 2      |
| Укупно            | 2    | 24   | 16   | 2    | 1    | 45     |
|           | Назив                    | Улога                               |
| --------- | ------------------------ | ----------------------------------- |
| 1952      | Свет на Кајжарју         | Момак с капом                       |
| 1957      | Не чекај на мај          | Студент                             |
| 1960-te ▲ |                          |                                     |
| 1960      | Веселица                 | Курир                               |
| 1960      | Сигнали над градом       | Роберт Маркић „Шпањолац“            |
| 1961      | Плес на киши             | Петер                               |
| 1961      | Двоје                    | Мирко Павловић                      |
| 1962      |                          | Сансоне (као Миха Балок)            |
| 1962      | Рана јесен               | Саша                                |
| 1962      | Сјенка славе             | Јава                                |
| 1963      | Невесињска пушка         | Војвода Мићо Љубибратић             |
| 1963      | Операција Тицијан        | Џони Боначић                        |
| 1964      | Међу лешинарима          | „Пречасни” Велер (као Михаил Балох) |
| 1965      | Свануће                  | Ложач Миха                          |
| 1965      | Проверено, нема мина     | Марко                               |
| 1965      |                          | Гомез (као Михаил Балох)            |
| 1965      | Истим путем се не враћај | Ахмет                               |
| 1966      | Амандус                  | Лука                                |
| 1966      |                          | Судија (као Михаил Балох)           |
| 1966      |                          | Капетан Луис Санчез                 |
| 1967      | Тврђава силеџија         | Тарзан                              |
| 1967      | Невидљиви батаљон        | Црноласец                           |
| 1968      | Голи човјек              | Капетан брода                       |
| 1969      |                          | Џо Кастело (као Миха Балцх)         |
| 1969      | Битка на Неретви         | Усташа командир                     |
| 1970-te ▲ |                          |                                     |
| 1971      | Машкарада                | Гантар                              |
| 1972      | Лов на јелене            | Начелник милиције                   |
| 1972      | Први сплитски одред      | Командир одреда                     |
| 1972      | Кад дође лав             | Отац                                |
| 1973      |                          |                                     |
| 1975      | Црвена земља             | Професор Бојан Долинар              |
| 1978      | Тамо и натраг            |                                     |
| 1979      | Драга моја Иза           | партизан Томаж                      |
| 1980-te ▲ |                          |                                     |
| 1982      | 13. јул                  | Партизан                            |
| 1985      | Наш човек                |                                     |
| 1990-te ▲ |                          |                                     |
| 1991      | Чаруга                   | Судија                              |
|           | Назив            | Улога                         |
| --------- | ---------------- | ----------------------------- |
| 1969      | Лени             | Тончи Скоч (као Михаел Балох) |
| 1970-te ▲ |                  |                               |
| 1973      | Allegro con brio | Иван                          |
| 1975      | Доље с оружјем   |                               |
| Од | До | Назив | Улога |
| -- | -- | ----- | ----- |

| 1970-te ▲ | 1970-te ▲ | 1970-te ▲ | 1970-te ▲ |
| --------- | --------- | --------- | --------- |

| Од | До | Назив | Улога |
| -- | -- | ----- | ----- |